# 聖伯爾納定
锡耶纳的圣伯尔纳定（義大利語：San Bernardino da Siena，本名 Bernardino degli Albizzeschi，1380年9月8日 – 1444年5月20日）是一名意大利神父，方济各会会士。因其在15世纪重振了意大利的天主教信仰的事迹，被尊称为“意大利的宗徒”。他的布道常常针对赌博、巫术、殺嬰、同性性行为、高利贷等行径。

## 早年生活

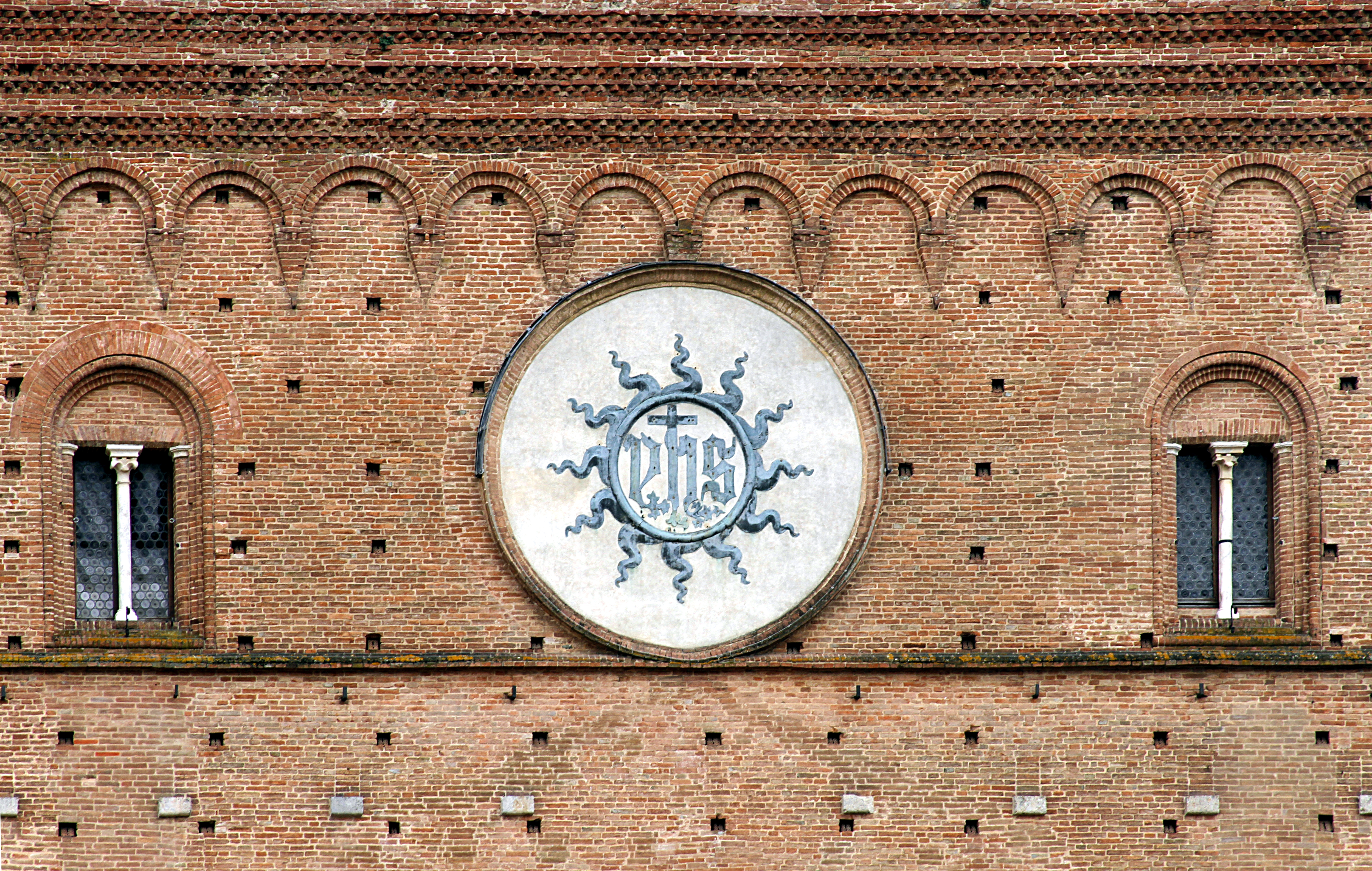
伯纳尔定设计的以哥特体的的IHS伴以太阳的光芒的符号

伯尔纳定于1380年出身意大利锡耶纳的贵族家庭，幼年时父母双双去世，由姨母抚养成人。姨母是一位虔诚的教友，循循善诱下辅导伯尔纳定度圣善的生活，故此伯尔纳定自幼已奠定了圣德的基础。十七岁时，伯尔纳定入圣母善会，常往各医院侍候病人。
1400年，即三年后，锡耶纳疫病肆虐，丧命的人很多，仅圣玛利亚医院一处，每日死亡人数就达二十人之多。后来，医院的工作人员，差不多全部染病而死。伯尔纳定主动请缨接管医院，他招募了一批勇敢的青年，不顾生命危险，看护病人，这样他们日夜工作了四个月。伯尔纳定除了照顾病人物质需要以外，还帮助他们获得善终。经数月的辛苦服务，若干工作人员也染上疾病，不治身死，伯尔纳定本人也生了一场大病，几个月后才康复。
1403年，伯尔纳定入方济各会修道，并发圣愿。一年后，晋升铎品，从那时起，他一部分时间讲道，一部分时间在修院潜修圣德。那时，伯尔纳定住在费沙力修院里。有一个初学修士每天早晨念完了晨祷经，高声大呼道：“伯尔纳定修士，不要把天主赐给你的才学隐藏起来，赶快到伦巴底去，那里人人都在等着你呢！”这样一连三天。人们责备他不应该在堂里高声吵扰。他说道：“我不能不说，一股无形的力量催迫着我说这几句话。” 伯尔纳定认为这是天主的命令，便不再迟疑，立即前往米兰公开讲道，那时是1417那年年底。

## 传教者

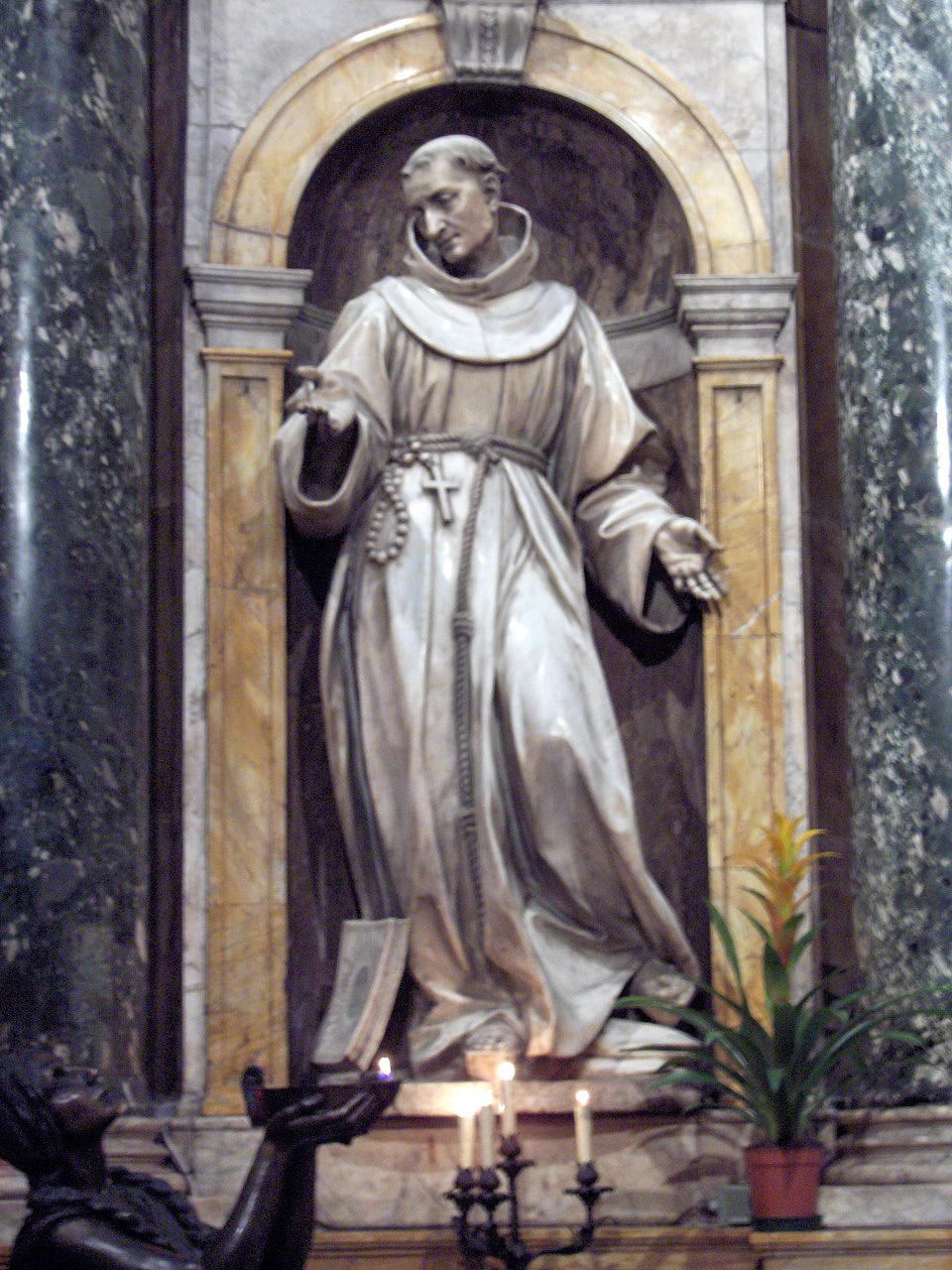
圣伯尔纳定的雕像，位于锡耶纳

伯尔纳定到了米兰，当地信友根本不认识他是怎样的一个人物。可是他凭借惊人的口才、优雅的举止，不久就一鸣惊人，成为一名有名的讲道员。他的声音本来是沙哑的，发音不太清楚，这对于一位公开讲道的人是很大的缺点。但后来，他祈求圣母，嗓音突然变洪亮了，发音也变清晰，他的讲道词，更加动人，字字打入听者心坎。Cynthia Polecritti在他为伯纳尔定所作的传记里说道伯尔纳定的讲道词“乃是意大利语口语体中的精品”。伯尔纳定讲道的内容广泛且充满画面感，包含了十五世纪意大利社会中出现的各种现象。
伯尔纳定步行遍历意大利各地（那不勒斯王国除外），在每个地方停留不超过两周。每到一处就作公开讲道，每次历时数小时。有时一天内一连作几次讲道。信友们预知他将于某日到某地，从四面八方赶来，而教堂太狭小，无法容纳这么多人，所以伯尔纳定通常在广场露天讲道。1424年，他被邀请去费拉拉讲道，在那里他批评了过度浪费和衣着不雅。在博洛尼亚，居民们嗜好赌博，经伯尔纳定劝导，居民们都下定决定戒赌，因此他触怒了制造纸牌的商人。1425年，他回到家乡锡耶纳进行了一连五十天的讲道。伯尔纳定的讲道，到处获得美满的成绩：异教徒皈依天主教，罪人们回头改过，冷淡教友重新热心起来，纠正社会不良风气。

## 罗马受审

Sancti Bernardini Senensis Opera omnia, 1745

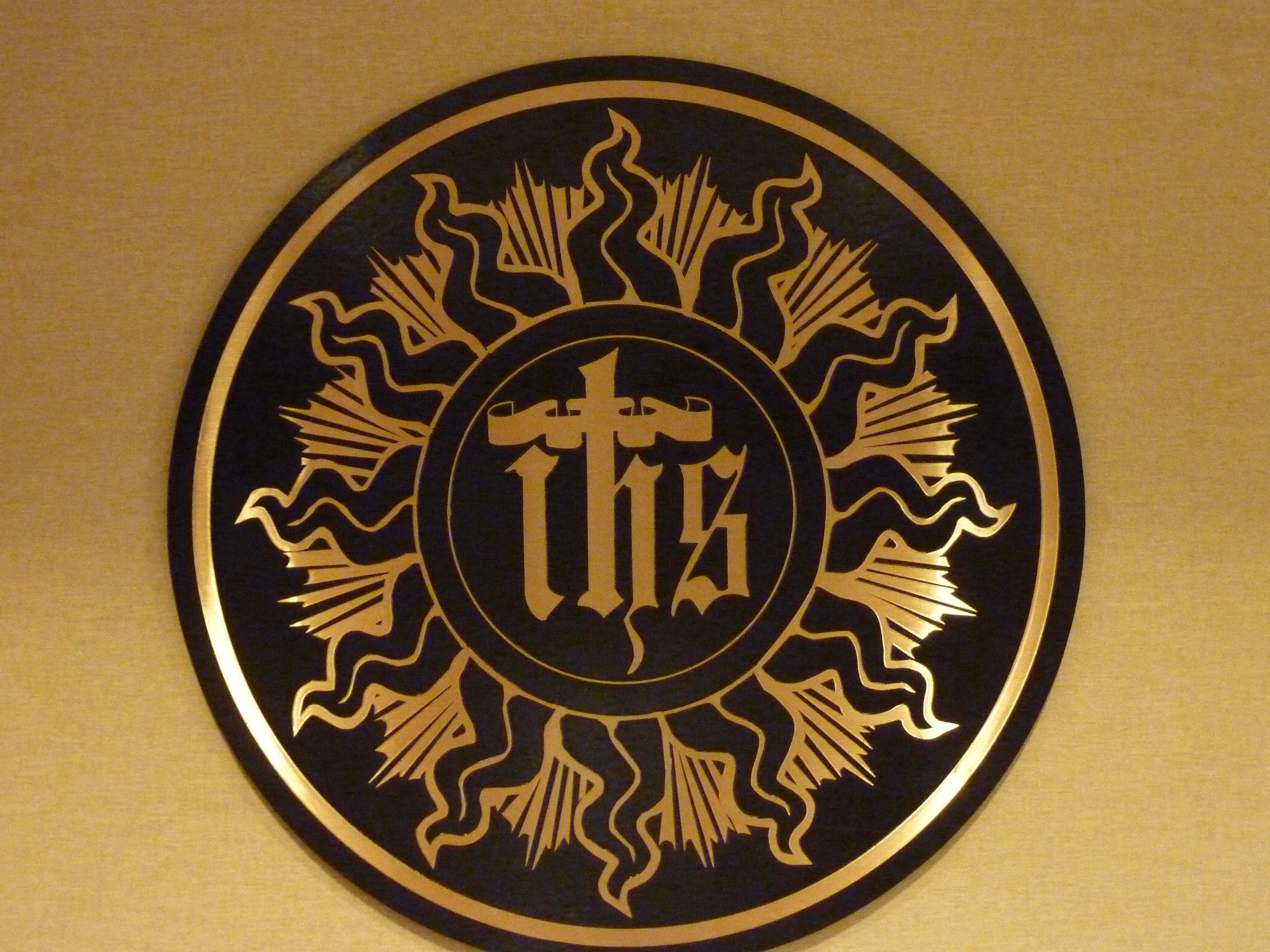
IHS

伯纳尔定以热心传扬耶稣圣名瞻礼而闻名，他设计了以哥特体的IHS——希腊语中耶稣名字的首三个字母——伴以太阳的光芒，作为符号。这被用来取代当时各种派别的徽章（如归尔甫派和吉伯林派）。由于他的热烈提倡，许多神职界人员衣服的表面和意大利各城市建筑物的墙壁上，都画有耶稣基督的圣名。伯尔纳定以圣名瞻礼行了许多奇迹，并且劝说关系紧张的地区修和。他的反对者们认为这是一种具有危险倾向的改革。
1427年，伯纳尔定因推广耶稣圣名的瞻礼被指控为异端，受召前往罗马受审。最后，伯尔纳定被宣布为无罪，而且更有意思的是，他给教宗玛尔定五世留下了非常深刻的印象，后者甚至请求他留在罗马讲道。于是他留在罗马连续讲道了八十天。同年，他被任命为锡耶纳主教，但他婉言谦辞，因为做了主教后就不能自由来往各地，为大多数信友服务。在1431年，他游历了托斯卡纳、伦巴第、罗马涅还有安科纳，之后回到家乡锡耶纳去阻止将要与佛罗伦萨发生的战争。同样地，在1431年，他拒绝了费拉拉主教的职位，1435年拒绝了乌尔比诺主教的职位。
那些年里，部分枢机主教要求教宗玛尔定五世与教宗恩仁四世谴责伯尔纳定，但两者都认定他是无罪的。在弗罗伦斯公会议上，他也被宣布为无罪。1433年，伯尔纳定陪同西吉斯蒙德前往罗马进行加冕礼。

## 方济各第二會总会长
1438年起，伯尔纳定放弃传道工作，任方济各会第二會总会长。他入会时，意大利全境的会士人数仅三百名；他去世时，会士人数上升至四千。
伯尔纳定对会士的学术研究非常注意，加强会士对神学和教会法的研究工作。他自己学问也很渊博，精通拉丁语与希腊语，在弗罗伦斯公会议期间，用希腊语对希腊教会代表们致词。

## 逝世
1442年，伯尔纳定获教宗批准，卸去总会长职务，继续专心担任讲道工作。他恢复过去的生活方式，周游各地，公开讲道。那时他身体很衰弱，骨瘦如柴，以驴子代步。1444年，在玛利帝玛，一连讲了五十天的封斋道理，积劳成疾，自知死期不远，仍然抱病出发，前往整个意大利中他还未踏足过的那不勒斯王国。一路上，每到一个城市，就公开讲道。终因体力不支，在拉奎拉病逝，时在1444年5月20日（耶稣升天瞻礼前日），享年64岁。
根据教会传统，他的墓上一直流出鲜血，直到城中的两个敌对派别达成和解。

## 争议
因伯尔纳定针对高利贷的严厉布道中谴责犹太人，被某些学者认为是基督教反犹主义的主要人物。

## 扩展阅读

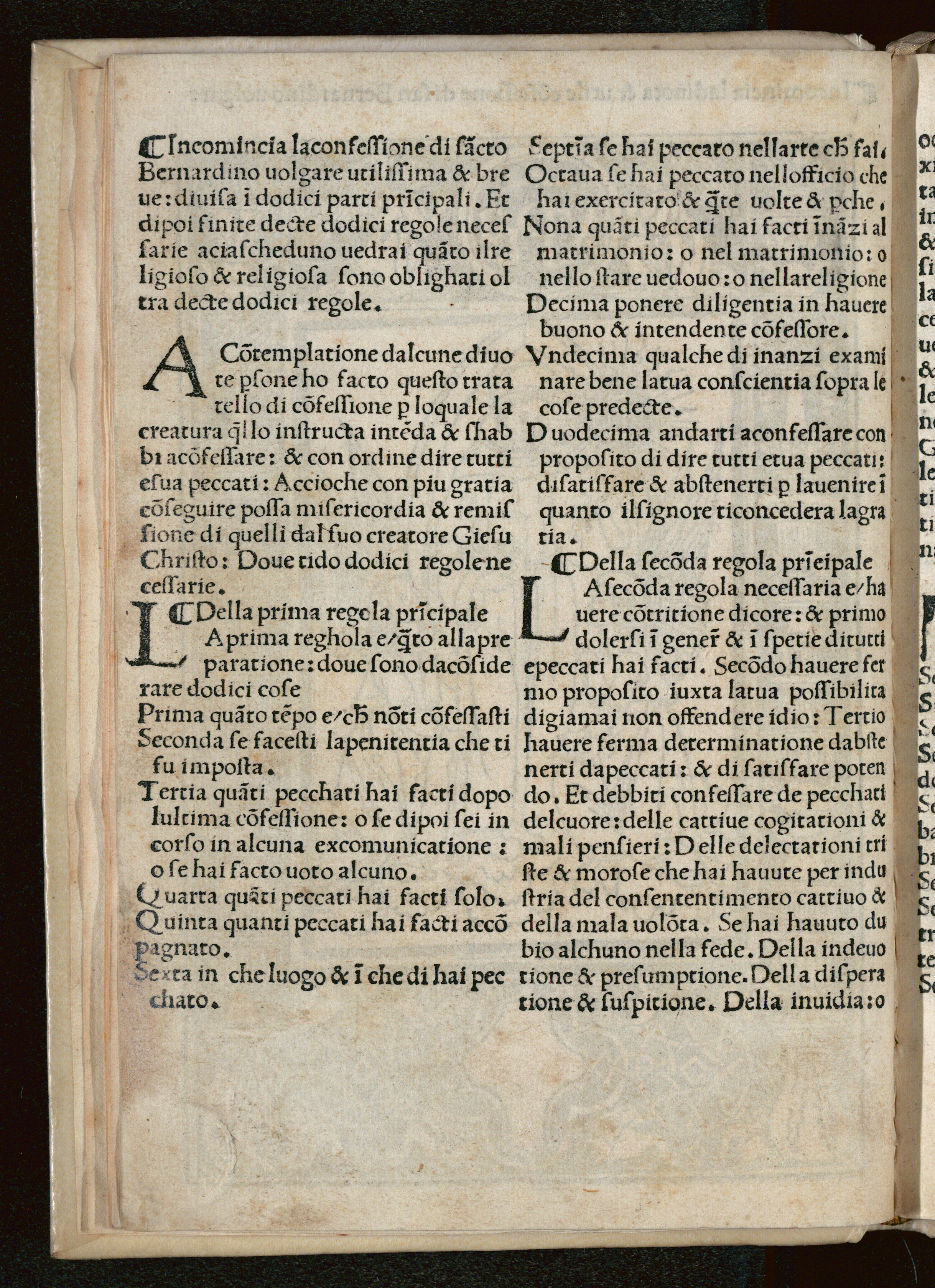
Della confessione regole 12., 1494

- Polecritti, Cynthia, Preaching Peace in Renaissance Italy: San Bernardino of Siena and His Audience, (UC Berkeley, 1988)